# Alembon
Alembon település Franciaországban, Pas-de-Calais megyében. Lakosainak száma 626 fő (2022. január 1.). Alembon Hermelinghen, Licques, Sanghen, Bouquehault, Boursin, Colembert és Hardinghen községekkel határos.

## Népesség
A település népességének változása:
| Lakosok száma | 626  | 635  | 639  | 630  | 627  | 624  | 622  | 628  | 626  |
|               | 2013 | 2015 | 2016 | 2017 | 2018 | 2019 | 2020 | 2021 | 2022 |